# Hermann Beckler
Pour les articles homonymes, voir Beckler.
Hermann Beckler, né le 28 septembre 1828 à Höchstädt an der Donau et mort le 10 décembre 1914 à Fischen im Allgäu, est un médecin, botaniste et explorateur bavarois. 

## Biographie
Il étudie la médecine à Munich et passe sa thèse, Ueber die Uterinblennorrhoe en 1855. Il décide de partir pour l'Australie et arrive en Nouvelle-Galles du Sud en 1856. Il entre au Melbourne Hospital en janvier 1859 puis, en 1860 devient le médecin, scientifique et illustrateur de l'Expédition de Burke et Wills. Rapidement en désaccord avec Robert O'Hara Burke, il se résout, malgré d’importantes collectes botaniques (il décrit 3 179 espèces), à laisser l'expédition puis rentre en Allemagne où il travaille (1862) ensuite comme médecin, jusqu'à sa mort, à Fischen im Allgäu. 
On lui doit un récit de l'expédition : A Journey to Cooper's Creek (1862). 
Jules Verne le mentionne dans Les Enfants du capitaine Grant. 
De nombreuses espèces portent son nom. 

## Publications
- Ueber die Uterinblennorrhoe, Inaugural-Dissertation, Munich, 1855.
- Entdeckungen in Australien. Briefe und Aufzeichnungen eines Deutschen 1855–1862, Stuttgart: Thorbecke, 2000.
- Vom Edward's River nach Melbourne. In Das Ausland. Wochenschrift für Länder- und Völkerkunde no 13, 1860, p. 293–296.
- Die Musik der Vögel. In: Die Gartenlaube, 1867, p. 558–559.
- Corroberri. Ein Beitrag zur Kenntnis der Musik bei den australischen Ureinwohnern. In: Der Globus, vol. 13, 1868, p. 82.
- Die Ureinwohner Australiens. In: Jahresbericht des Vereins für Erdkunde zu Dresden, 1872, p. 1–18.
- A Journey to Coopers Creek, Melbourne: Miegunya Press, 1989.

## Quelques croquis de Beckler lors de l'expédition Burke et Wills

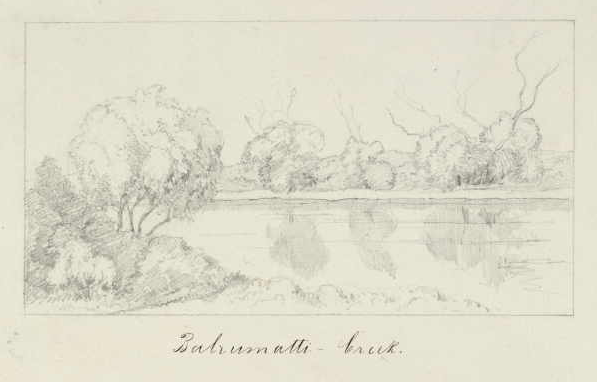
Balrumatti Creek
Bulla or Koorliatto, view from the camp up and down the Creek
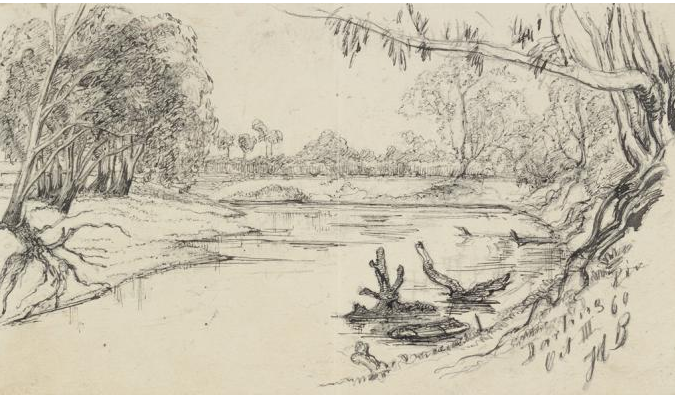
Darling River
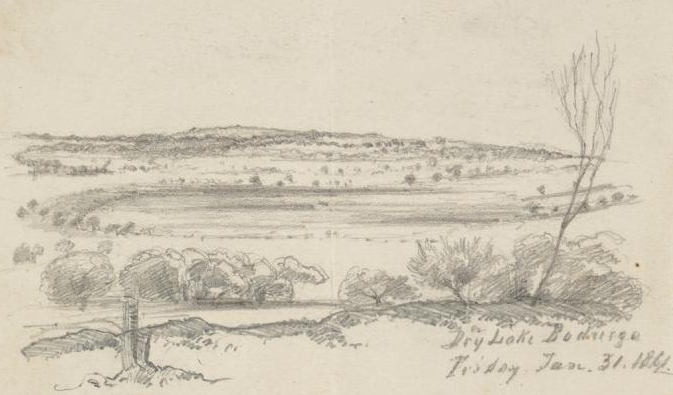
Dry Lake Bodurga
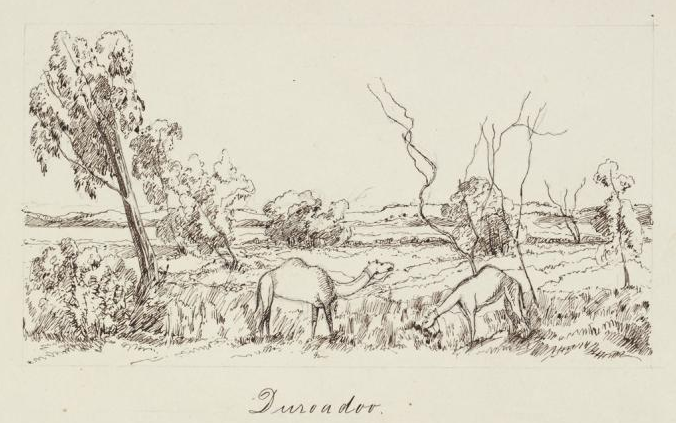
Duroadoo
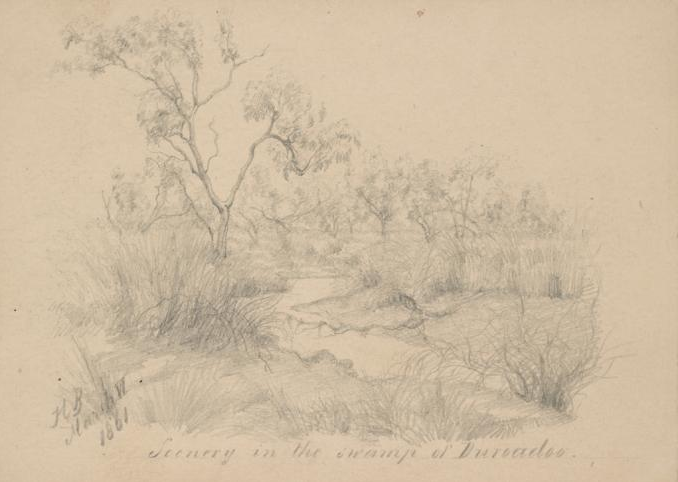
Duroadoo
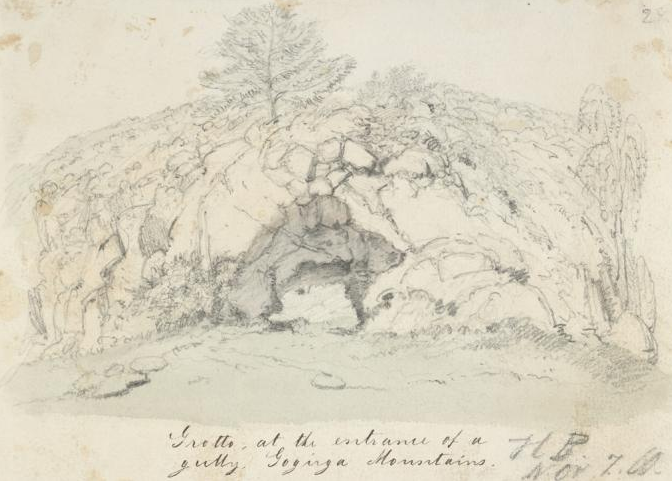
Grotto at the entrance of a gully, Goginga Mountains
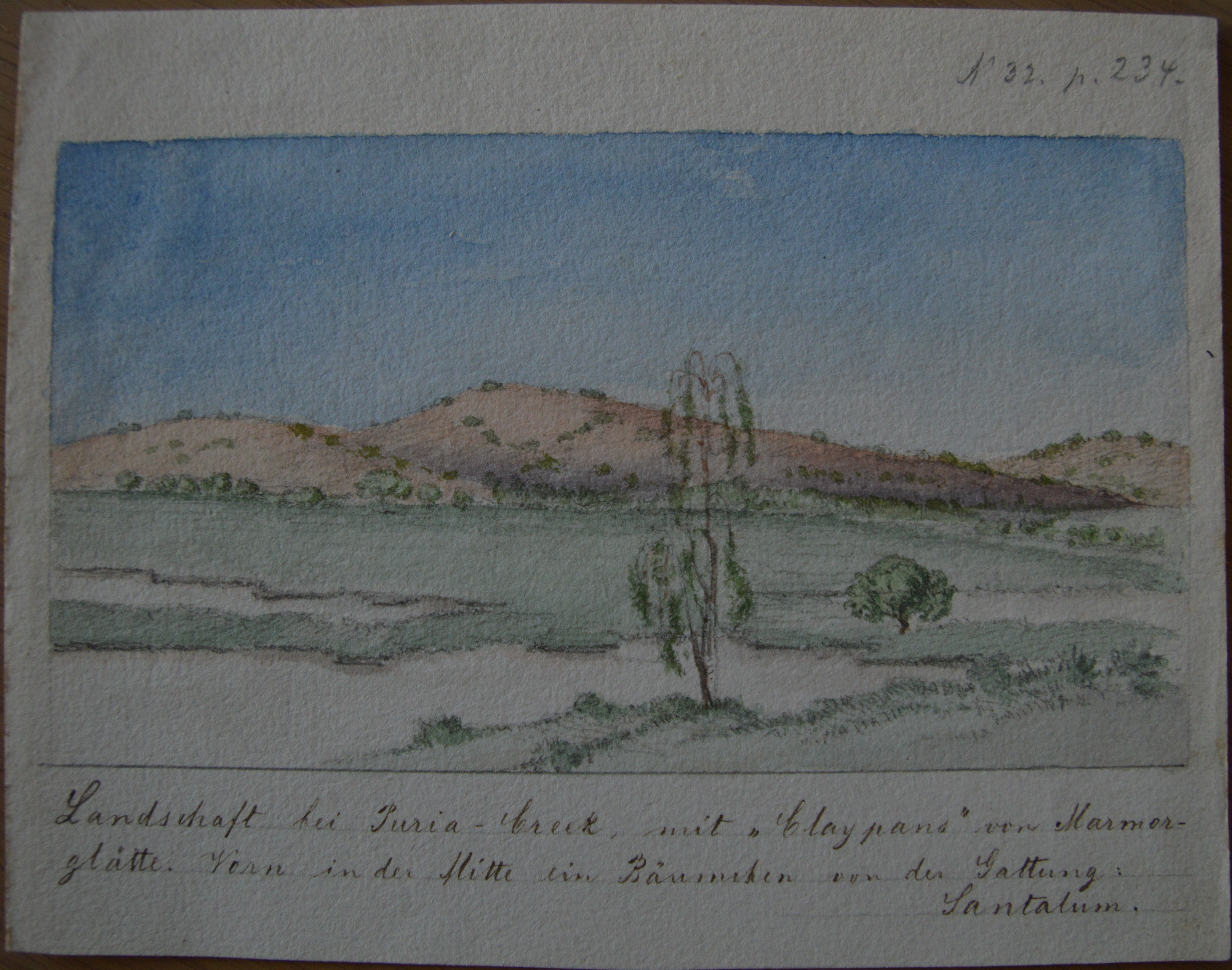
Puria Creek: claypans, Santalum